# Liste der Biografien/Dant
Liste der Biografien |
Portal Biografien |
Personensuche
# |
A |
B |
C |
D |
E |
F |
G |
H |
I |
J |
K |
L |
M |
N |
O |
P |
Q |
R |
S |
T |
U |
V |
W |
X |
Y |
Z |
?
 
Da |
Db |
Dc |
Dd |
De |
Dg |
Dh |
Di |
Dj |
Dk |
Dl |
Dm |
Dn |
Do |
Dq |
Dr |
Ds |
Du |
Dv |
Dw |
Dy |
Dz
 
Daa |
Dab |
Dac |
Dad |
Dae |
Daf |
Dag |
Dah |
Dai |
Daj |
Dak |
Dal |
Dam |
Dan |
Dao |
Dap |
Daq |
Dar |
Das |
Dat |
Dau |
Dav |
Daw |
Dax |
Day |
Daz
 
Dana |
Danb |
Danc |
Dand |
Dane |
Danf |
Dang |
Danh |
Dani |
Danj |
Dank |
Danl |
Dann |
Dano |
Danq |
Danr |
Dans |
Dant |
Danu |
Danv |
Danw |
Dany |
Danz
Die Liste der Biografien führt alle Personen auf, die in der deutschsprachigen Wikipedia einen Artikel haben. Dieses ist eine Teilliste mit 83 Einträgen von Personen, deren Namen mit den Buchstaben „Dant“ beginnt.

## Dant
- Dant, Lydia (* 1991), britische Triathletin

### Danta
- Dantan, Édouard Joseph (1848–1897), französischer Maler
- Dantan, Jean-Pierre (1800–1869), französischer Bildhauer und Karikaturist
- Dantan-Merlin, Gérard (* 1946), französischer Autorennfahrer
- Dantas Bastos, Paulo Romeu (* 1955), brasilianischer Geistlicher, römisch-katholischer Bischof von Jequié
- Dantas de Andrade, Geraldo (1931–2021), brasilianischer römisch-katholischer Ordensgeistlicher, Weihbischof in São Luís do Maranhão
- Dantas de Medeiros, Ayrton Lucas (* 1997), brasilianischer Fußballspieler
- Dantas, José Adelino (1910–1983), brasilianischer Geistlicher, römisch-katholischer Bischof von Ruy Barbosa
- Dantas, Júlio (1876–1962), portugiesischer Politiker und Schriftsteller
- Dantas, Lucas (* 2001), brasilianischer Fußballspieler
- Dantas, Márcia (* 1987), brasilianische Journalistin und Fernsehmoderatorin
- Dantas, Paulo (* 1979), brasilianischer Politiker
- Dantas, Rubem (* 1954), brasilianischer Musiker
- Dantas, Tiago (* 2000), portugiesischer FußballspielerTiago Dantas (* 2000)

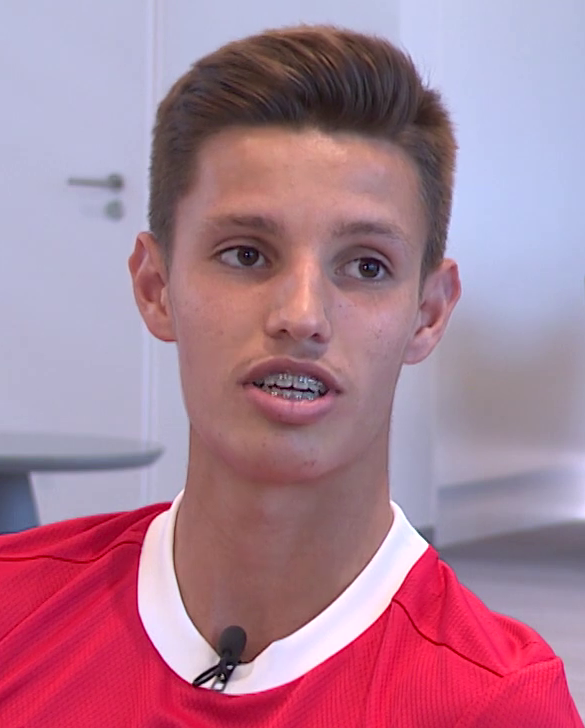
Tiago Dantas (* 2000)

- Dantaz, Paolo (* 1994), uruguayischer Fußballspieler

### Dantd
- DanTDM (* 1991), britischer Webvideoproduzent

### Dante
- Dante (* 1983), brasilianischer Fußballspieler
- Dante Alighieri (1265–1321), italienischer Dichter und PhilosophDante Alighieri (1265–1321)
- Dante YN, deutscher Rapper

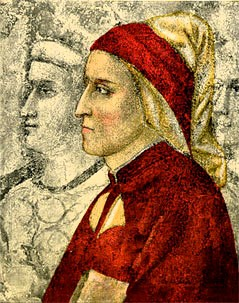
Dante Alighieri (1265–1321)

- Dante, Amadou (* 2000), malischer Fußballspieler
- Dante, Carlos (1906–1985), argentinischer Tangosänger und -komponist
- Danté, Djénébou (* 1989), malische Sprinterin
- Dante, Emma (* 1967), italienische Theaterregisseurin
- Dante, Enrico (1884–1967), italienischer Geistlicher und Kardinal der römisch-katholischen Kirche
- Dante, Joe (* 1946), US-amerikanischer Film- und Fernsehregisseur
- Dante, Nicholas (1941–1991), US-amerikanischer Tänzer und Musicalautor
- Dante, Peter (* 1968), US-amerikanischer Filmschauspieler
- Dante, Ron (* 1945), US-amerikanischer Sänger, Songschreiber und Musikproduzent
- Dantec, Maurice G. (1959–2016), französisch-kanadischer Schriftsteller
- Dantes, Damir (* 1972), italienischer Pantomime und Tänzer
- Dantes, Stephen (* 1982), lucianischer Schriftsteller

### Danth
- Danth (* 1995), deutscher DJ
- Danthine, Jean-Pierre (* 1950), Schweizer Ökonom und Mitglied des Direktoriums der Schweizerischen Nationalbank

### Danti
- Danti, Ignazio (1536–1586), italienischer Mathematiker
- Danti, Nicola (* 1966), italienischer Politiker
- Danti, Vincenzo (1530–1576), italienischer Bildhauer, Goldschmied und Militärarchitekt der Florentiner Schule
- Danticat, Edwidge (* 1969), US-amerikanische Schriftstellerin
- Dantin, Michel (* 1960), französischer Politiker (UMP), MdEP
- Dantine, Helmut (1918–1982), US-amerikanischer Schauspieler und Produzent
- Dantine, Johannes (1938–1999), österreichischer Theologe, Oberkirchenrat
- Dantine, Maur (1688–1746), Benediktiner der Mauriner-Kongregation und Chronist
- Dantine, Niki (* 1933), US-amerikanische Schauspielerin
- Dantine, Olivier (* 1973), österreichischer Theologe und Superintendent der evangelischen Diözese Salzburg-Tirol
- Dantine, Wilhelm (1911–1981), österreichischer lutherischer Theologe
- Dantine, Wilhelm Felix Josef (1876–1946), österreichischer Rechtsanwalt und Politiker
- Dantiscus, Johannes (1485–1548), Fürstbischof von Kulm und Ermland

### Dantl
- Dantley, Adrian (* 1956), US-amerikanischer Basketballspieler

### Danto
- Danto, Arthur C. (1924–2013), US-amerikanischer Philosoph und KunstkritikerArthur C. Danto (1924–2013)

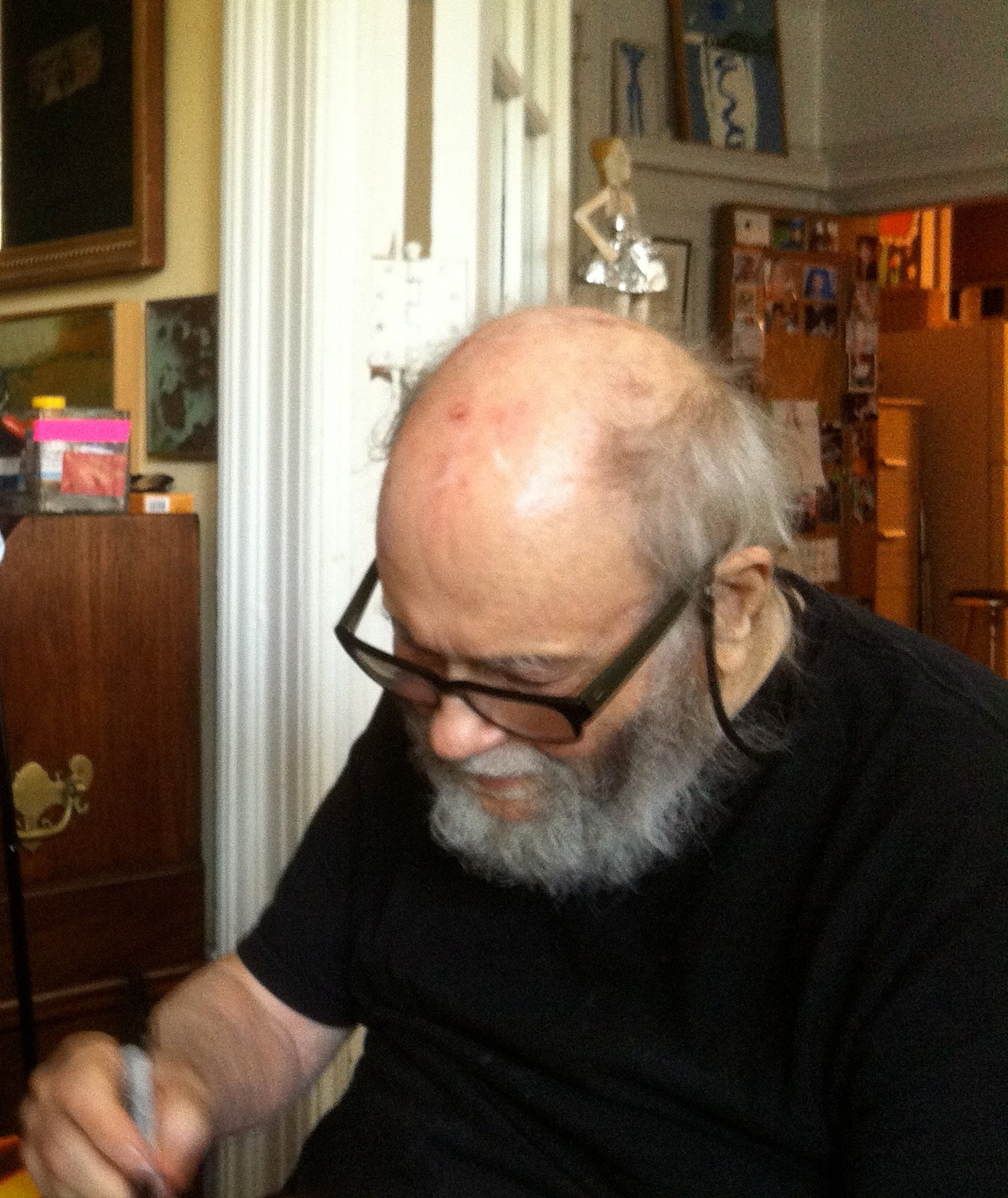
Arthur C. Danto (1924–2013)

- Danto, Elizabeth (* 1952), US-amerikanische Hochschullehrerin
- Dantoine, Étienne (1737–1809), französischer Bildhauer
- Danton, Georges (1759–1794), französischer Revolutionär und PolitikerGeorges Danton (1759–1794)

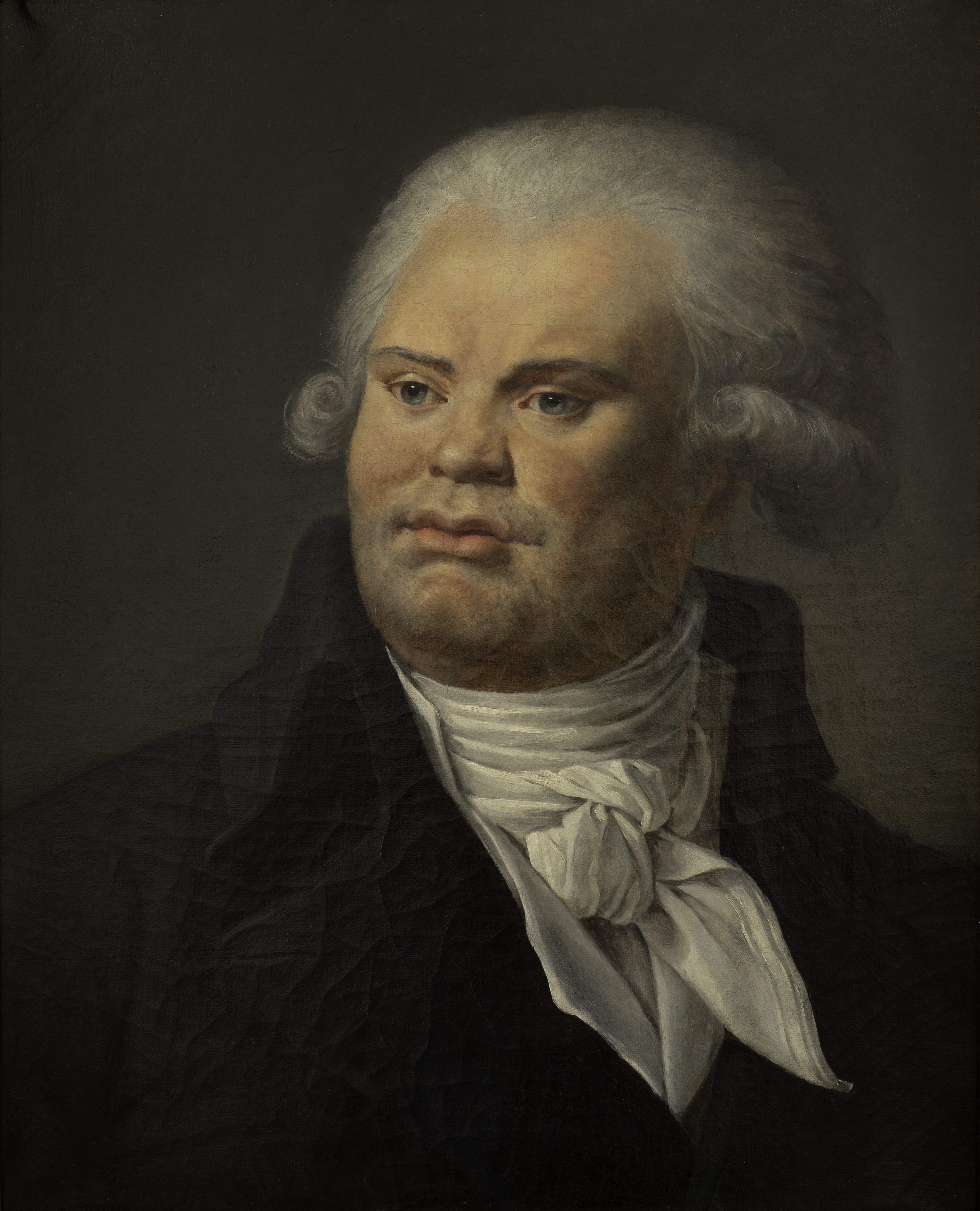
Georges Danton (1759–1794)

- Danton, Mike (* 1980), kanadischer Eishockeyspieler
- Danton, Ray (1931–1992), US-amerikanischer Schauspieler und Regisseur
- Dantone, Ottavio (* 1960), italienischer Cembalist, Pianist und Dirigent
- Dantonello, Joseph (1891–1945), deutscher Komponist, Musikpädagoge, Sänger und Dirigent
- d’Antoni, Anton (1801–1859), italienisch-österreichischer Opernkomponist
- D’Antoni, Mike (* 1951), US-amerikanisch-italienischer Basketballtrainer und ehemaliger -spieler
- D’Antoni, Philip (1929–2018), US-amerikanischer Film- und Fernsehproduzent
- D’Antonio Salza, Nicholas (1916–2009), US-amerikanischer Geistlicher, Prälat von Inmaculada Concepción de la B.V.M. en Olancho
- D'Antonio, Carmen (1911–1986), US-amerikanische Tänzerin und Schauspielerin
- d’Antonio, Enzio (1925–2019), italienischer Geistlicher und römisch-katholischer Erzbischof von Lanciano-Ortona
- D’Antonio, Michael (* 1955), US-amerikanischer Journalist, Sachbuch- und Drehbuchautor

### Dantr
- Dantrai Longjamnong (* 1990), thailändischer Fußballspieler

### Dants
- Dantscha, Annamari (* 1990), ukrainische Snowboarderin
- Dantscher, Kaspar (1878–1944), deutscher Ingenieur, Professor für Wasserbau
- Dantscher, Victor von (1847–1921), österreichischer Mathematiker
- Dantschew, Dimitar (* 1985), bulgarischer Pokerspieler
- Dantschewa, Maria (* 1995), bulgarische Volleyballspielerin
- Dantschke, Claudia (* 1963), deutsche JournalistinClaudia Dantschke (* 1963)

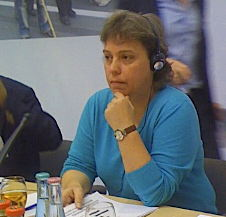
Claudia Dantschke (* 1963)

- Dantschow, Georgi (1846–1908), bulgarischer Maler

### Dantu
- D’Antuono, Francesca Romana (* 1987), italienische Politikerin (Volt Europa)

### Danty
- Danty d’Isnard, Antoine-Tristan (1663–1743), französischer Botaniker
- Danty, Flemming (1948–1991), dänischer Schauspieler

### Dantz
- Dantz, Carl (1884–1967), deutscher Pädagoge, Schulreformer und Schriftsteller
- Dantz, Wilhelm (1886–1948), deutscher Politiker (KPD), Mitglied der Bremischen Bürgerschaft
- Dantzig, Charles (* 1961), französischer Auror, Dichter und Herausgeber
- Dantzig, David van (1900–1959), niederländischer Mathematiker
- Dantzig, George (1914–2005), US-amerikanischer Mathematiker
- Dantzig, Rachel van (1878–1949), niederländische Bildhauerin, Radiererin und Zeichnerin
- Dantzig, Rudi van (1933–2012), niederländischer Tänzer, Choreograf und Schriftsteller
- Dantzler, Cameron (* 1998), US-amerikanischer Footballspieler
- Dantzler, Lehre (1878–1958), US-amerikanischer Philologe und Hochschullehrer
- Dantzler, Russ (* 1951), US-amerikanischer Jazzmusik-Produzent, Musikmanager und Autor